# 中田唯
中田 唯（なかた ゆい、1988年9月8日 - ）は、日本の女性元ファッションモデル 。

## 人物
- 趣味は、ダンス、音楽鑑賞、読書、自分磨き。
- バスケットボールが得意。
- GOING UNDER GROUNDのファン。

## 出演

### 雑誌連載
- CanCam（ - 2008年7月23日、小学館） - 専属モデル。